# Liste der Gebietsänderungen im Bezirk Halle

Bezirk Halle in der DDR

Die Liste der Gebietsänderungen im Bezirk Halle enthält wichtige Änderungen der Gemeindegebiete des Bezirks Halle der DDR in der Zeit vom 25. Juli 1952 bis zum 2. Oktober 1990. Dazu zählen unter anderem Zusammenschlüsse und Trennungen von Gemeinden, Eingliederungen von Gemeinden in eine andere, Änderungen des Gemeindenamens und größere Umgliederungen von Teilen einer Gemeinde in eine andere.

## Legende
- Datum: juristisches Wirkungsdatum der Gebietsänderung
- Gemeinde vor der Änderung: Gemeinde vor der Gebietsänderung
- Maßnahme: Art der Änderung
- Gemeinde nach der Änderung: Gemeinde nach der Gebietsänderung
- Landkreis: Landkreis der Gemeinde nach der Gebietsänderung
- OT: Ortsteil

Die Sortierung erfolgt chronologisch: Datum, kreisfreie Stadtkreis, Landkreis, aufnehmende oder neu gebildete Gemeinde. Heute noch bestehende Gemeinden sind farbig unterlegt. Die Gemeinden, die in den Bezirk Halle wechselten, sind grün, diejenigen, die ihn verließen, rot unterlegt.

## Liste
| Datum      | Gemeinde vor der Änderung | Maßnahme | Gemeinde nach der Änderung | Kreis |
| ---------- | --- | --- | --- | --- |
| 25.07.1952 | Errichtung des Bezirks Halle 20 Landkreise, 2 Stadtkreise                                                                      | Errichtung des Bezirks Halle 20 Landkreise, 2 Stadtkreise                                                                      | Errichtung des Bezirks Halle 20 Landkreise, 2 Stadtkreise                                                                      | Errichtung des Bezirks Halle 20 Landkreise, 2 Stadtkreise                                                                      |
| 04.12.1952 | Falkenhain, Kreis Zeitz | Umgliederung | Falkenhain | Altenburg, Bezirk Leipzig |
| 04.12.1952 | Mumsdorf, Kreis Zeitz | Umgliederung | Mumsdorf | Altenburg, Bezirk Leipzig |
| 04.12.1952 | Zipsendorf, Kreis Zeitz | Umgliederung | Zipsendorf | Altenburg, Bezirk Leipzig |
| 04.12.1952 | Wedlitz, Kreis Schönebeck Bezirk Magdeburg                                                                                     | Umgliederung | Wedlitz | Bernburg |
| 04.12.1952 | Bad Düben Kreis Gräfenhainichen                                                                                                | Umgliederung | Bad Düben | Eilenburg, Bezirk Leipzig |
| 04.12.1952 | Korgau, Kreis Torgau Bezirk Leipzig                                                                                            | Umgliederung | Korgau | Wittenberg |
| 01.01.1956 | Stöben Kreis Naumburg | Umgliederung | Stöben | Jena-Land, Bezirk Gera |
| 01.01.1956 | Kleingestewitz | Eingliederung | Crauschwitz | Naumburg |
| 01.01.1956 | Tultewitz | Eingliederung | Schieben | Naumburg |
| 01.01.1956 | Wendelstein | Eingliederung | Memleben | Nebra |
| 01.01.1956 | Pötewitz | Eingliederung | Wetterzeube | Zeitz |
| 01.04.1956 | Wennungen Wetzendorf | Eingliederung | Karsdorf | Nebra |
| 01.01.1957 | Mönchpfiffel Nikolausrieth | Zusammenschluss | Mönchpfiffel-Nikolausrieth | Artern |
| 01.01.1957 | Schierstedt | Auflösung | – | Aschersleben |
| 01.01.1957 | Schierstedt, OT Groß Schierstedt                                                                                               | Neubildung | Groß Schierstedt | Aschersleben |
| 01.01.1957 | Schierstedt, OT Klein Schierstedt                                                                                              | Neubildung | Klein Schierstedt | Aschersleben |
| 01.01.1957 | Kustrena | Eingliederung | Beesenlaublingen | Bernburg |
| 01.01.1957 | Gramsdorf | Eingliederung | Pobzig | Bernburg |
| 01.01.1957 | Leau | Eingliederung | Preußlitz | Bernburg |
| 01.01.1957 | Hoyersdorf | Eingliederung | Lingenau | Bitterfeld |
| 01.01.1957 | Thalheim, OT Reuden | Neubildung | Reuden | Bitterfeld |
| 01.01.1957 | Möst | Eingliederung | Schierau | Bitterfeld |
| 01.01.1957 | Rammelburg | Eingliederung | Friesdorf | Hettstedt |
| 01.01.1957 | Storkau | Eingliederung | Reupzig | Köthen |
| 01.01.1957 | Mollschütz | Eingliederung | Altlöbnitz | Naumburg |
| 01.01.1957 | Köckenitzsch | Eingliederung | Casekirchen | Naumburg |
| 01.01.1957 | Aue | Eingliederung | Molau | Naumburg |
| 01.01.1957 | Boblas | Eingliederung | Neidschütz | Naumburg |
| 01.01.1957 | Cauerwitz Seiselitz | Eingliederung | Utenbach | Naumburg |
| 01.01.1957 | Tröbsdorf | Eingliederung | Burgscheidungen | Nebra |
| 01.01.1957 | Nißmitz | Eingliederung | Freyburg (Unstrut) | Nebra |
| 01.01.1957 | Langenbogen, OT Köchstedt | Umgliederung | Bennstedt | Saalkreis |
| 01.01.1957 | Beuditz | Eingliederung | Großkugel | Saalkreis |
| 01.01.1957 | Starsiedel, OT Gostau, Sössen und Stößwitz                                                                                     | Neubildung | Sössen | Weißenfels |
| 01.01.1959 | Möllern, OT Punschrau | Umgliederung | Hassenhausen | Naumburg |
| 01.04.1959 | Thaldorf | Eingliederung | Ihlewitz | Hettstedt |
| 01.04.1959 | Plößnitz | Eingliederung | Laucha an der Unstrut | Nebra |
| 01.01.1960 | Großwirschleben | Eingliederung | Plötzkau | Bernburg |
| 01.01.1960 | Helfta | Eingliederung | Lutherstadt Eisleben | Eisleben |
| 01.01.1960 | Benndorf (Geiseltal) | Eingliederung | Neumark | Merseburg |
| 01.07.1961 | Großwilsdorf | Eingliederung | Kleinjena | Naumburg |
| 01.07.1961 | Crauschwitz | Eingliederung | Leislau | Naumburg |
| 01.07.1961 | Sieglitz | Eingliederung | Molau | Naumburg |
| 01.07.1961 | Wuitz | Eingliederung | Rehmsdorf | Zeitz |
| 14.07.1961 | Piesdorf | Eingliederung | Belleben | Bernburg |
| 14.07.1961 | Altenburg | Eingliederung | Nienburg (Saale) | Bernburg |
| 19.07.1961 | Lochwitz | Eingliederung | Heiligenthal | Hettstedt |
| 01.08.1961 | Müncheroda | Eingliederung | Gleina | Nebra |
| 17.09.1961 | Seidewitz | Eingliederung | Casekirchen | Naumburg |
| 01.10.1961 | Bobbe | Eingliederung | Dornbock | Köthen |
| 01.10.1961 | Würflau | Eingliederung | Elsnigk | Köthen |
| 01.10.1961 | Mölz | Eingliederung | Kleinpaschleben | Köthen |
| 01.10.1961 | Elsdorf Porst | Eingliederung | Köthen (Anh.) | Köthen |
| 01.10.1961 | Lausigk | Eingliederung | Scheuder | Köthen |
| 01.01.1962 | Neumark | Eingliederung | Braunsbedra | Merseburg |
| 01.01.1962 | Sotterhausen | Eingliederung | Beyernaumburg | Sangerhausen |
| 01.12.1962 | Mutschau | Eingliederung | Hohenmölsen | Hohenmölsen |
| 01.01.1963 | Mertendorf, OT Scheiplitz | Umgliederung | Görschen | Naumburg |
| 01.01.1964 | Möllensdorf, OT Pülzig | Umgliederung | Cobbelsdorf | Roßlau |
| 01.09.1965 | Freiroda | Eingliederung | Crölpa-Löbschütz | Naumburg |
| 01.10.1965 | Horburg | Eingliederung | Kötschlitz | Merseburg |
| 01.10.1965 | Göhrendorf Nemsdorf | Zusammenschluss | Nemsdorf-Göhrendorf | Querfurt |
| 01.10.1965 | Buro | Eingliederung | Klieken | Roßlau |
| 01.10.1965 | Meinsdorf | Eingliederung | Roßlau (Elbe) | Roßlau |
| 01.10.1965 | Lettewitz Neutz | Zusammenschluss | Neutz-Lettewitz | Saalkreis |
| 01.10.1965 | Einsdorf | Eingliederung | Mittelhausen | Sangerhausen |
| 10.10.1965 | Zehmitz | Eingliederung | Zehbitz | Köthen |
| 11.10.1965 | Kerzendorf | Eingliederung | Boßdorf | Wittenberg |
| 11.10.1965 | Bleddin Globig | Zusammenschluss | Globig-Bleddin | Wittenberg |
| 11.10.1965 | Grabo | Eingliederung | Straach | Wittenberg |
| 11.10.1965 | Kerzendorf, OT Berkau | Umgliederung | Straach | Wittenberg |
| 01.01.1967 | Diesdorf | Eingliederung | Quellendorf | Köthen |
| 12.05.1967 | Ausgliederung der Stadt Halle-Neustadt aus der Stadt Halle (Saale) 20 Landkreise, 2 Stadtkreise → 20 Landkreise, 3 Stadtkreise | Ausgliederung der Stadt Halle-Neustadt aus der Stadt Halle (Saale) 20 Landkreise, 2 Stadtkreise → 20 Landkreise, 3 Stadtkreise | Ausgliederung der Stadt Halle-Neustadt aus der Stadt Halle (Saale) 20 Landkreise, 2 Stadtkreise → 20 Landkreise, 3 Stadtkreise | Ausgliederung der Stadt Halle-Neustadt aus der Stadt Halle (Saale) 20 Landkreise, 2 Stadtkreise → 20 Landkreise, 3 Stadtkreise |
| 07.10.1967 | Königsaue | Namensänderung | Neu Königsaue | Aschersleben |
| 07.10.1967 | Neu Königsaue | Eingliederung | Schadeleben | Aschersleben |
| 01.01.1970 | Kleinbadegast | Eingliederung | Großbadegast | Köthen |
| 01.01.1970 | Drebsdorf | Eingliederung | Kleinleinungen | Sangerhausen |
| 01.11.1970 | Brösa | Eingliederung | Rösa | Bitterfeld |
| 01.01.1972 | Bösenrode | Eingliederung | Berga | Sangerhausen |
| 01.07.1972 | Liedersdorf | Eingliederung | Holdenstedt | Sangerhausen |
| 01.07.1972 | Sittendorf Thürungen | Eingliederung | Kelbra (Kyffhäuser) | Sangerhausen |
| 01.10.1972 | Grillenberg | Eingliederung | Obersdorf | Sangerhausen |
| 01.01.1973 | Seehausen | Eingliederung | Bad Frankenhausen/Kyffhäuser                                                                                                   | Artern |
| 01.01.1973 | Ritteburg | Eingliederung | Kalbsrieth | Artern |
| 01.01.1973 | Priorau | Eingliederung | Schierau | Bitterfeld |
| 01.01.1973 | Dittichenrode | Eingliederung | Roßla | Sangerhausen |
| 01.06.1973 | Meuchen | Eingliederung | Lützen | Weißenfels |
| 01.07.1973 | Rosperwenda | Eingliederung | Berga | Sangerhausen |
| 01.07.1973 | Hohlstedt | Eingliederung | Wallhausen | Sangerhausen |
| 01.01.1974 | Sachsenburg | Eingliederung | Oldisleben | Artern |
| 01.01.1974 | Lingenau | Eingliederung | Tornau vor der Heide | Bitterfeld |
| 01.01.1974 | Bösenburg | Eingliederung | Rottelsdorf | Eisleben |
| 01.01.1974 | Apollensdorf | Eingliederung | Lutherstadt Wittenberg | Wittenberg |
| 01.01.1974 | Ogkeln | Eingliederung | Meuro | Wittenberg |
| 01.01.1974 | Thießen | Eingliederung | Mochau | Wittenberg |
| 15.03.1974 | Heiligenkreuz | Eingliederung | Crölpa-Löbschütz | Naumburg |
| 01.04.1974 | Werben | Eingliederung | Stumsdorf | Bitterfeld |
| 01.04.1974 | Hainrode Kleinleinungen Morungen                                                                                               | Eingliederung | Großleinungen | Sangerhausen |
| 01.04.1974 | Katharinenrieth | Eingliederung | Allstedt | Sangerhausen |
| 01.05.1974 | Oberrißdorf | Eingliederung | Hedersleben | Eisleben |
| 01.05.1974 | Frenz | Eingliederung | Großpaschleben | Köthen |
| 01.05.1974 | Rosefeld | Eingliederung | Libbesdorf | Köthen |
| 01.05.1974 | Zscheiplitz | Eingliederung | Gleina | Nebra |
| 01.05.1974 | Krawinkel | Eingliederung | Golzen | Nebra |
| 01.05.1974 | Schnellroda | Eingliederung | Albersroda | Querfurt |
| 01.05.1974 | Döcklitz | Eingliederung | Obhausen | Querfurt |
| 01.05.1974 | Jüdendorf Kalzendorf | Eingliederung | Steigra | Querfurt |
| 01.05.1974 | Landgrafroda | Eingliederung | Ziegelroda | Querfurt |
| 01.05.1974 | Rahnsdorf | Eingliederung | Klebitz | Wittenberg |
| 01.05.1974 | Jahmo | Eingliederung | Kropstädt | Wittenberg |
| 01.05.1974 | Gallin | Eingliederung | Mühlanger | Wittenberg |
| 01.07.1976 | Burgheßler | Eingliederung | Klosterhäseler | Naumburg |
| 01.07.1976 | Burgheßler, OT Hohndorf | Umgliederung | Spielberg | Naumburg |
| 01.01.1979 | Niemegk | Eingliederung | Pouch | Bitterfeld |
| 01.04.1979 | Schwittersdorf | Eingliederung | Beesenstedt | Saalkreis |
| 01.01.1981 | Gremmin | Eingliederung | Gräfenhainichen | Gräfenhainichen |
| 01.12.1983 | Döbern | Eingliederung | Pouch | Bitterfeld |
| 01.01.1985 | Dobergast | Eingliederung | Großgrimma | Hohenmölsen |
| 21.03.1990 | Obersdorf, OT Grillenberg | Neubildung | Grillenberg | Sangerhausen |
| 01.04.1990 | Sylda, OT Harkerode | Neubildung | Harkerode | Hettstedt |
| 01.04.1990 | Großleinungen, OT Drebsdorf | Neubildung | Drebsdorf | Sangerhausen |
| 01.04.1990 | Großleinungen, OT Hainrode | Neubildung | Hainrode | Sangerhausen |
| 01.04.1990 | Großleinungen, OT Kleinleinungen                                                                                               | Neubildung | Kleinleinungen | Sangerhausen |
| 01.04.1990 | Holdenstedt, OT Liedersdorf | Neubildung | Liedersdorf | Sangerhausen |
| 01.04.1990 | Großleinungen, OT Morungen | Neubildung | Morungen | Sangerhausen |
| 01.04.1990 | Beyernaumburg, OT Sotterhausen                                                                                                 | Neubildung | Sotterhausen | Sangerhausen |
| 06.05.1990 | Eingliederung der Stadt Halle-Neustadt in die Stadt Halle (Saale) 20 Landkreise, 3 Stadtkreise → 20 Landkreise, 2 Stadtkreise  | Eingliederung der Stadt Halle-Neustadt in die Stadt Halle (Saale) 20 Landkreise, 3 Stadtkreise → 20 Landkreise, 2 Stadtkreise  | Eingliederung der Stadt Halle-Neustadt in die Stadt Halle (Saale) 20 Landkreise, 3 Stadtkreise → 20 Landkreise, 2 Stadtkreise  | Eingliederung der Stadt Halle-Neustadt in die Stadt Halle (Saale) 20 Landkreise, 3 Stadtkreise → 20 Landkreise, 2 Stadtkreise  |
| 06.05.1990 | Kötschlitz, OT Horburg und Maßlau                                                                                              | Neubildung | Horburg-Maßlau | Merseburg |
| 06.05.1990 | Allstedt, OT Katharinenrieth                                                                                                   | Neubildung | Katharinenrieth | Sangerhausen |
| 12.06.1990 | Schadeleben, OT Neu Königsaue                                                                                                  | Neubildung | Neu Königsaue | Aschersleben |
| 01.08.1990 | Reinharz | Eingliederung | Bad Schmiedeberg | Wittenberg |
| 20.08.1990 | Lißdorf | Eingliederung | Eckartsberga | Naumburg |
| 31.08.1990 | Klebitz OT Rahnsdorf | Neubildung | Rahnsdorf | Wittenberg |